# معركة كاريزو كانيون
كاريزو كانيون كانت معركة من عدة معارك بين المحاربين أباتشي وسلاح الفرسان الأمريكي في نيو مكسيكو يوم 12 أغسطس عام 1881.